# Ludmilla (del av en befolkad plats i Australien)
Ludmilla är en del av en befolkad plats i Australien. Den ligger i kommunen Darwin och territoriet Northern Territory, nära territoriets huvudstad Darwin.
Runt Ludmilla är det ganska glesbefolkat, med 29 invånare per kvadratkilometer.. Närmaste större samhälle är Darwin, nära Ludmilla. 
Omgivningarna runt Ludmilla är huvudsakligen savann. Savannklimat råder i trakten. Genomsnittlig årsnederbörd är 1 801 millimeter. Den regnigaste månaden är januari, med i genomsnitt 507 mm nederbörd, och den torraste är augusti, med 1 mm nederbörd.